# Riccardo Bajardi
Riccardo Bajardi (Novi Ligure, 4 aprile 1886 – Col di Lana, 20 settembre 1917) è stato un militare italiano. 
Ufficiale del Regio Esercito in forza al 45º Reggimento fanteria "Reggio",  cadde in combattimento durante la conquista della cima del Monte Sief, venendo insignito della medaglia d'oro al valor militare alla memoria.

## Biografia
Nacque a Novi Ligure il 4 aprile 1886 in una ben nota famiglia della città. Il padre Ettore esercitò la professione di medico chirurgo e fu docente di scienze naturali presso la Regia Scuola Tecnica, mentre sua madre era Maria Beraudo. Dopo aver frequentato il locale Liceo "Andrea Doria" nell'ottobre 1907 fu arruolato nel Regio Esercito per il servizio di leva obbligatorio, ed assegnato al 15º Reggimento di fanteria. A partire dal gennaio 1908 frequentò il corso Allievi Ufficiali di complemento tenutosi presso il 63º Reggimento, venendo promosso sottotenente l'anno seguente e prestando servizio nel 64º Reggimento della Brigata fanteria "Cagliari". Al termine del servizio militare si trasferì in Argentina, da cui rientrò nel corso del 1911 per partecipare alla Guerra italo-turca.,  Nell'agosto 1912 venne mandato in Libia  dove rimase fino al dicembre 1915, quando rientrò in Italia per combattere sul fronte dell'Isonzo con il grado di capitano.. 
Destinato al 45º Reggimento della Brigata fanteria "Reggio", raggiunse il fronte per assumere il comando della 5ª compagnia del II battaglione, distinguendosi sul Col di Lana, sul Monte Sief e sul dente di Monte Sief.
Il 20 settembre 1917 partecipò ad un'azione per conquistare l'imbocco di una galleria e occupare definitivamente la cima del Sief.
Nel riassunto storico del reggimento si legge:
 ... Nel settembre viene eseguito un colpo di mano per impadronirsi dell'imbocco di una galleria che il nemico stava preparando sotto le nostre posizioni di M. Sief e contro la quale si andavano compiendo da parte nostra difficili lavori di contromina. Il giorno 20, mentre reparti del 46° svolgono un'azione dimostrativa da est, altri del II/45°, dopo breve e violenta preparazione d'artiglieria, raggiungono con rapido sbalzo l'imbocco della galleria; ma la difficoltà di sistemarsi rapidamente a difesa sulla posizione, non permette agli arditi attaccanti di resistere al violento tiro dell'avversario ed al successivo contrattacco, che li costringe a ripiegare, dopo aver perduto 16 ufficiali e oltre 300 uomini di truppa …
Tra i 16 ufficiali caduti vi fu anche lui, colpito da una pallottola in fronte, e per questa azione gli fu concessa la Medaglia d'argento al valor militare successivamente commutata in Medaglia d'oro il 2 giugno 1921.
Il suo corpo riposa nel Sacrario militare di Pocol e una targa ricorda la sua morte su Cima Sief.
Nel 1967, in occasione del cinquantesimo della sua morte, un gruppo di parenti e amici, in adempimento al voto del fratello Giovanni Battista Bajardi innalzarono una croce su Cima Sief e posero una lapide ricordo alla sua base.